# Huracán Olaf (2021)
El huracán Olaf fue un huracán del Pacífico de categoría 2 que azotó la península de Baja California en septiembre de 2021. La decimoquinta tormenta nombrada y sexto huracán de la temporada de huracanes del Pacífico de 2021, el ciclón se formó a partir de un área de baja presión que se desarrolló frente a la costa suroeste de México en 5 de septiembre de 2021. La perturbación se desarrolló en un ambiente favorable, adquiriendo mayor convección y circulación superficial. Se determinó que el área se había convertido en la depresión tropical Quince-E el 8 de septiembre. La depresión se fortaleció hasta convertirse en una tormenta tropical y se llamó Olaf a las 15:00 UTC de ese día. Olaf se fortaleció rápidamente a medida que avanzaba hacia el noroeste y se convirtió en huracán 24 horas después de ser nombrado. El huracán Olaf continuó intensificándose y alcanzó su máxima intensidad mientras su centro estaba frente a la costa suroeste de Baja California Sur, con vientos máximos sostenidos de 105 mph (155 km/h) y una presión barométrica mínima de 968 milibares (28,76 inHg). Justo después de alcanzar su máxima intensidad, el huracán tocó tierra cerca de San José del Cabo. La interacción con el terreno montañoso de la península de Baja California hizo que Olaf se debilitara rápidamente. Se degradó a tormenta tropical a las 15:00 UTC del 10 de septiembre. El sistema se quedó sin convección ese día y degeneró a un mínimo remanente a las 09:00 UTC del 11 de septiembre.
La perturbación precursora de Olaf provocó inundaciones en los estados de Jalisco y Colima, en el suroeste de México. La tormenta provocó el cierre de escuelas, puertos y sitios de vacunación contra el COVID-19 en Baja California Sur a medida que se acercaba a la península. Se han informado lluvias intensas, inundaciones, deslizamientos de tierra y daños menores en líneas eléctricas y hoteles desde que Olaf tocó tierra.

## Historia meteorológica
El 3 de septiembre de 2021 a las 00:00 UTC, el Centro Nacional de Huracanes (NHC, por sus siglas en inglés) observó la posibilidad de que se desarrollara un área de baja presión frente a la costa suroeste de México. El área finalmente se desarrolló como se predijo alrededor de las 18:00 UTC del 5 de septiembre. Durante los días siguientes, las condiciones se volvieron progresivamente más conductivas a medida que la perturbación se organizaba mejor, produciendo una gran área de tormentas eléctricas que se organizaban gradualmente mientras se volvía cada vez mejor definida. Luego, la perturbación se movió hacia el norte-noroeste y adquirió una circulación de bajo nivel, lo que provocó su designación como depresión tropical a las 00:00 UTC del 8 de septiembre. La convección del núcleo interno de la depresión se despeinó después de la formación, pero el ciclón se organizó y se definió mejor a lo largo del día. A las 15:00 UTC del mismo día, el ciclón se actualizó a tormenta tropical y se le dio el nombre de Olaf. Moviéndose hacia el noroeste a un ritmo lento, Olaf desarrolló características de bandas y un buen flujo de salida dentro de condiciones ambientales muy favorables para la intensificación, con temperaturas cálidas en la superficie del mar (TSM) y bajas cantidades de cizalladura vertical del viento. El 9 de septiembre, la tormenta desarrolló un ojo bien definido y se convirtió en un huracán de categoría 1 alrededor de las 15:00 UTC.
Olaf se intensificó a un ritmo aún más rápido a medida que se acercaba a la costa suroeste de la península de Baja California, desarrollando una pared del ojo simétrica a medida que sus vientos aumentaban 20 mph en solo seis horas. A las 03:00 UTC del 10 de septiembre, Olaf pasó a ser un huracán de categoría 2; alcanzó la intensidad máxima en este momento con vientos máximos sostenidos de 105 mph (165 km/h) y una presión barométrica mínima de 975 milibares (28,79 inHg). Veinte minutos después, la tormenta tocó tierra muy cerca de San José del Cabo. El centro de Olaf cruzó brevemente la península antes de volver a emerger sobre el agua, debilitándose hasta el estado de categoría 1 en el proceso. Poco después de volver a emerger sobre el agua, la organización de Olaf se derrumbó, incluido el ojo y la pared del ojo, y se degradó a tormenta tropical a las 15:00 UTC del 10 de septiembre. Al alejarse gradualmente de la tierra hacia el oeste, Olaf continuó debilitándose rápidamente, y su centro de bajo nivel quedó expuesto y sin convección profunda a las 21:00 UTC. A las 09:00 UTC del 11 de septiembre, Olaf había estado desprovisto de cualquier convección profunda organizada durante 18 horas y, por lo tanto, fue designado como un remanente bajo a medida que giraba hacia el suroeste.

## Preparaciones

Depresión tropical Quince-E poco después de su formación, el 8 de septiembre de 2021

A las 03:00 UTC del 8 de septiembre, se emitieron alertas de tormenta tropical para las partes del sur de Baja California Sur. Estos se extendieron hacia el norte a las 09:00 UTC antes de que se emitieran advertencias de tormenta tropical para las mismas áreas. Estos permanecieron hasta las 09:00 UTC del 9 de septiembre, cuando se emitieron advertencias de huracán y las advertencias de tormenta tropical se extendieron hacia el norte. Las advertencias de huracán y tormenta tropical se extendieron una vez más hacia el norte doce horas después a las 21:00 UTC, seis horas antes de tocar tierra. Se emitió alerta roja en todo el estado.
Se anticiparon hasta 6 pulgadas (150 mm) de lluvia para los estados de Baja California Sur, Sinaloa y Nayarit a medida que se acercaba el huracán Olaf, junto con un oleaje potencial de hasta 23 pies (7,0 m). Antes de tocar tierra, se cerraron puertos y escuelas y se instó a los residentes que vivían en zonas inundables a evacuar. Se suspendieron las vacunas contra el COVID-19 y 20.000 turistas huyeron a los hoteles. En Baja California Sur se habilitaron 20 albergues temporales para residentes con viviendas en zonas de alto riesgo de impacto. Las clases en Cabo San Lucas fueron suspendidas el 10 de septiembre.

## Impacto
La humedad asociada con Olaf provocó fuertes lluvias en Jalisco, lo que provocó inundaciones. Esta inundación resultó en el colapso de un remolque cerca de la Carretera Federal 80, que enterró a un hombre. Las fuertes lluvias tanto del huracán Nora como del huracán Olaf provocaron el cierre de playas en Nayarit.
La Comisión Federal de Electricidad (CFE) de México informó que más de 191,000 personas se quedaron sin electricidad en el punto álgido de la tormenta. Para el 12 de septiembre, con la ayuda de 678 trabajadores eléctricos, 110 grúas, 212 vehículos y 2 helicópteros, se había restablecido la energía al 94%. Fuertes lluvias, fuertes vientos y altas olas azotaron la costa suroeste de la península de Baja California cuando Olaf la abrazó y luego tocó tierra. Los hoteles sufrieron daños menores y algunos automovilistas quedaron atrapados en sus vehículos. También se reportaron árboles caídos. Treinta y siete vuelos de aerolíneas fueron cancelados. Los daños se estimaron en 200 millones de pesos (US$10 millones) en los municipios de Los Cabos y La Paz.